# Jurij Durkot

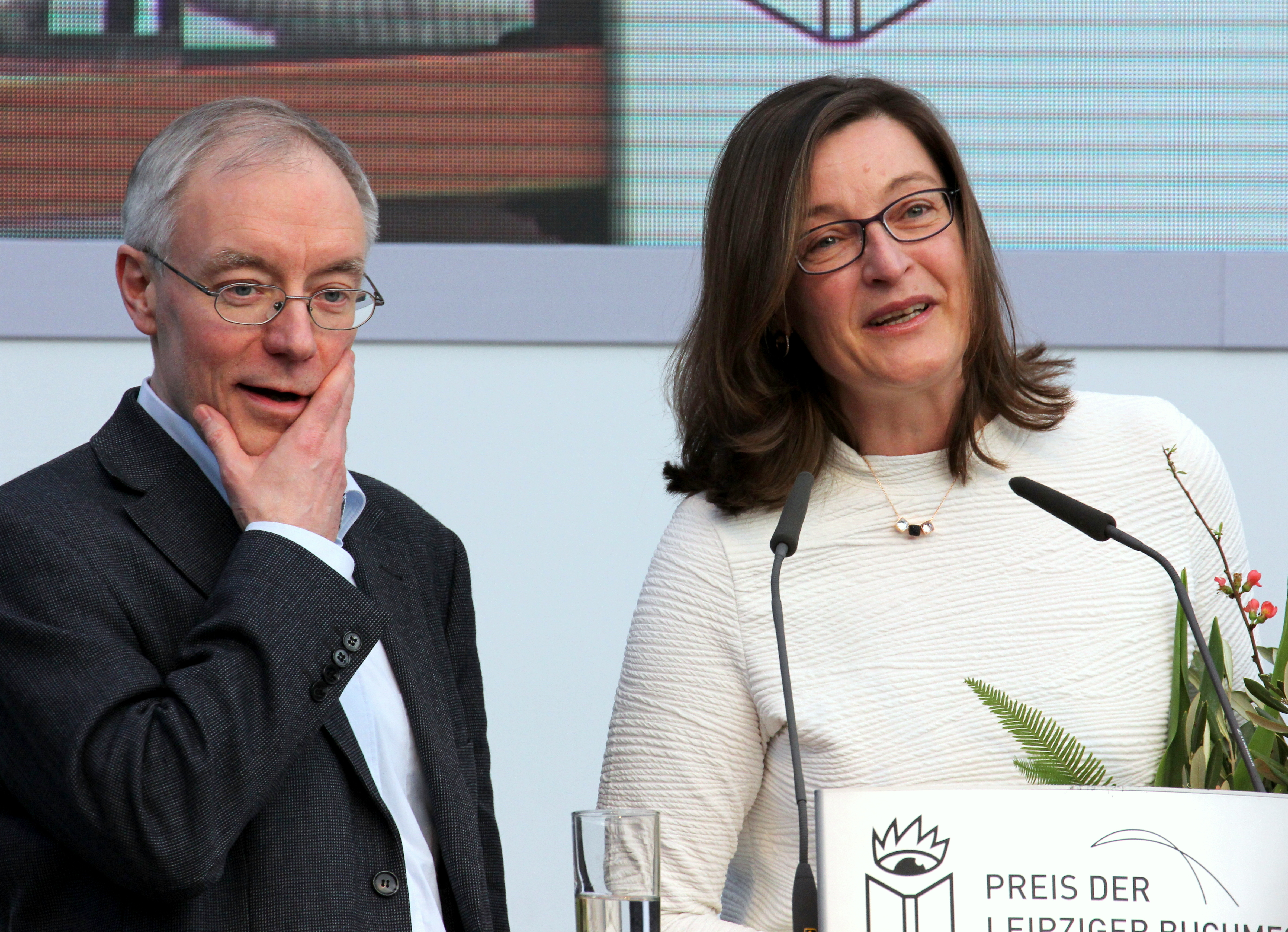
Jurij Durkot (links) und Sabine Stöhr im Jahr 2018

Jurij Durkot (ukrainisch Юрій Дуркот, wiss. Transliteration Jurij Durkot, * 30. Juni 1965 in Lwiw) ist ein ukrainischer Übersetzer und Journalist.

## Biografie
1965 in Lwiw geboren, studierte Juri Durkot, wie er sich in seinen deutschen Publikationen schreibt, zunächst an der Staatlichen Iwan-Franko-Universität in Lwiw, anschließend in Wien Germanistik. Anschließend nahm er 1995 eine Tätigkeit als Diplomat auf und wirkte bis zum Herbst 2000 als 1. Botschaftssekretär und Pressesprecher der Botschaft der Ukraine zunächst in Remagen und dann in Berlin. Seither arbeitet er als freier Journalist, Publizist, Übersetzer und Produzent.

## Literarisches Wirken
Durkot publizierte Anfang zunächst einige journalistische Artikel in der Zeitschrift Wostok, veröffentlichte mehrfach Texte in Zusammenarbeit mit der Konrad-Adenauer-Stiftung Kiew, später auch mit der Zeitschrift Osteuropa, wandte sich dann aber hauptsächlich dem Übersetzen literarischer Werke aus dem Ukrainischen zu, ab 2007 vor allem dem Romanwerk von Serhij Schadan. Für seine in Zusammenarbeit mit Sabine Stöhr entstandenen Übersetzungen wurde Durkot 2014 und 2018 ausgezeichnet. Seit dem ab Februar 2022 umfangreichen Krieg Russlands gegen die Ukraine führt Durkot einen Online-Blog in der Tageszeitung Die Welt.

## Auszeichnungen (gemeinsam mit Sabine Stöhr)
- 2014 Brücke Berlin Literatur- und Übersetzerpreis für Serhij Schadan, Die Erfindung des Jazz im Donbass.
- 2018 Preis der Leipziger Buchmesse für Serhij Schadan, Internat.

## Veröffentlichungen

### Buchübersetzungen
- A. Michaltschischin, J. Srokowski, W. Braslawski; Vorwort von A. Beljawski, Isolierter Bauer. Theorie des Schachmittelspiels. Lwiw-Santa Monica: Intelinvest, 1995. ISBN 978-5-7707-7041-4. (autorisierte Übersetzung aus dem Russischen)
- Mykola Rjabtschuk, Die reale und die imaginiert Ukraine. Essay. Aus dem Ukrainischen von Juri Durkot mit einem Nachwort von Winfried Jilge. Suhrkamp, Frankfurt am Main, 2005. ISBN 978-3-518-12418-5.
- Ljubko Deresch, Kult. Aus dem Ukrainischen von Juri Durkot und Sabine Stöhr. Suhrkamp, Frankfurt am Main, 2005. ISBN 978-3-518-12449-9.
  - Die Übersetzung fand auch Verwendung in dem gleichnamigen Hörspiel des WDR aus dem Jahr 2006; Bearbeitung und Regie: Beate Andres.
- Serhij Zhadan, Depeche Mode. Aus dem Ukrainischen von Juri Durkot und Sabine Stöhr. Suhrkamp, Frankfurt am Main, 2007. ISBN 978-3-518-12494-9.
- Serhij Zhadan, Hymne der demokratischen Jugend. Suhrkamp, Berlin 2009. ISBN 978-3-518-42118-5.
- Serhij Zhadan, Die Erfindung des Jazz im Donbass. Suhrkamp, Berlin 2012. ISBN 978-3-518-42335-6.
- Serhij Zhadan, Mesopotamien. Aus dem Ukrainischen von Claudia Dathe, Juri Durkot und Sabine Stöhr. Suhrkamp, Berlin 2015. ISBN 978-3-518-42504-6.
- Serhij Zhadan, Internat. Suhrkamp, Berlin 2018. ISBN 978-3-518-42805-4.
- Serhij Zhadan, Himmel über Charkiw. Nachrichten vom Überleben im Krieg. Aus dem Ukrainischen von Juri Durkot und Sabine Stöhr. Suhrkamp, Berlin 2022. ISBN 978-3-518-43125-2.

### Artikel
- Manfred Lohmann / J. D., Parlamentswahl in der Ukraine, in: KAS/Auslandsinformationen 18,2 (2002), 46–60.
- Ukrainische Parlamentswahl als Demokratie-Test: Sieg des Reformbündnisses – eine Initialzündung für Reformen?, in: Osteuropa 52, 5 (Mai 2002), 564–575.
- EU oder GUS – Quo vadis, Ukraine?, in: KAS/Auslandsinformationen 19,4 (2003) 33–48.
- Wechselvolle Geschichte – die andere Ukraine, in: Westliche Ukraine. Berlin, 2003, 7–12.
- Die konfessionelle Spaltung der Ukraine und ihre Wurzeln, in: Westliche Ukraine. Berlin, 2003, 12–16.
- Nach der Orangenen Revolution, in: Osteuropa 55,4 (2005), 186–190.
- J. D. / Sabine Stöhr Dankesrede der Übersetzer Berlin, 1. Oktober 2014, in: Übersetzen 1/2015, S. 3.
- Im Krisenmodus. Pandemiebekämpfung in der Ukraine, in: Osteuropa 70, 3–4 (2020), 111–122.
- ‚Die „Antiwelt“ – Nachdenken über Pazifismus‘, in: Ost-West Europäische Perspektiven 24, 1 (2024), 20–25.

Beiträge Durkots erschienen unter anderem in den Zeitungen und Zeitschriften Die Welt, Die Zeit, Frankfurter Allgemeine Zeitung, Neue Zürcher Zeitung, taz, Der Spiegel und deren Onlineauftritten. Außerdem produzierte er Beiträge für die Deutsche Welle, die ARD und das ZDF.

### Interviews
- J. D. u. a., Mann ohne Eigenschaften, in: Osteuropa 69, 3–4 (2019) 3–18.
- Jessica Staschen / Robin Micha, Die Ukraine steht im Mittelpunkt, in: Zeit-Stiftung (2023).